# Râul Nerușai
Râul Nerușai (în rusă Нерушай, în ucraineană Нерушай) este un râu din bazinul Dunării care străbate partea de sud-vest a Regiunii Odesa din Ucraina. 

## Date geografice
Râul Nerușai are o lungime de 48 km și o suprafață a bazinului de 346 km². El izvorăște din apropiere de satul Burgugi (Raionul Arciz), curge pe direcția sud, intră pe teritoriul raioanelor Tatarbunar și Chilia și se varsă în Dunăre, în dreptul localității Caracica, prin Gârla Murza. 
În partea superioară străbate o vale cu o lățime de 1-1.5 km din Câmpia Mării Negre și apoi se varsă printr-un canal cu o lățime de 0.3-0.5 km în Dunăre, în zona de șes a Câmpiei Dunării. În sezonul de vară, debitul său scade foarte mult. Apele râului Nerușai sunt folosite pentru irigații. 
Principalele localități traversate de râul Nerușai sunt satele Baccialia, Cișmele, Nerușai, Niculești, Friedrichsdorf și Caracica. 